# East Acton (Metropolitano de Londres)
East Acton é uma estação do Metrô de Londres em East Acton, no borough londrino de Hammersmith and Fulham. A estação fica na linha Central, entre as estações White City e North Acton, e na Zona 2 do Travelcard. Wormwood Scrubs, Queen Charlotte's and Chelsea Hospital, Hammersmith Hospital, prisão Wormwood Scrubs e a filial do Imperial College Hammersmith são acessíveis a partir da estação.

## Localização
A estação está localizada na Erconwald Street e fica perto da A40 Western Avenue conectada pela Old Oak Common Lane, 0.6 mi (0.97 km) do centro de East Acton. Wormwood Scrubs, Queen Charlotte's and Chelsea Hospital, Hammersmith Hospital, HM Prison Wormwood Scrubs e Imperial College Hammersmith branch são acessíveis a partir da estação.

## História
Em 1905, a proposta da Great Western Railway (GWR) para construir a Ealing & Shepherd's Bush Railway (E&SBR) para que ela conectasse sua rota principal em Ealing Broadway à West London Railway (WLR) ao norte de Shepherd's Bush foi aprovada pelo Parlamento. A construção não havia começado e em 1911, a Central London Railway (CLR, agora parte da linha Central) e a GWR concordaram em executar os serviços da CLR para continuar de Shepherd's Bush a Ealing Broadway usando a rota GWR. O pedido CLR para uma curta extensão de Wood Lane para conectar-se aos trilhos E&SBR ganhou aprovação parlamentar em 18 de agosto de 1911 sob o Central London Railway Act, 1911. A GWR construiu a nova linha E&SBR. A eletrificação da pista só começou após o fim da Primeira Guerra Mundial. Quando concluídos, os serviços CLR começaram em 3 August 1920, onde East Acton foi inaugurado como a única estação intermediária.
Como o CLR era exclusivamente um serviço de passageiros, dois trilhos extras dedicados aos trens de carga do GWR foram abertos em 1938, mas foram fechados em 1964. O leito desses trilhos está agora coberto de vegetação, visível imediatamente ao norte da estação.

### Melhorias e fechamentos
As faixas em East Acton foram substituídas em 2005, que viu um fechamento parcial da linha de West Ruislip ou Ealing Broadway para White City entre 13 e 14 de agosto de 2005. Em 2007, a estação foi reformada pela Metronet.
A partir de agosto de 2021, a plataforma leste está sendo reconstruída. Por causa disso, os trens da linha central leste (em direção ao centro de Londres) e todos os trens Night Tube não pararão em East Acton até o outono de 2022 (originalmente no final de dezembro de 2021).

## Serviços e conexões

### Serviços
East Acton é servida pela linha Central entre North Acton e White City. A leste, os dois trilhos mudam de direção para continuar até White City.
O serviço típico fora de pico em trens por hora (tph) é:
- 9 tph sentido leste para Epping
- 3 tph sentido leste para Loughton
- 6 tph sentido leste para Hainault via Newbury Park
- 3 tph sentido leste para Woodford via Hainault
- 9 tph sentido oeste para West Ruislip
- 3 tph sentido oeste para Northolt
- 9 tph sentido oeste para Ealing Broadway

Os serviços do Metrô Noturno também atendem a estação, com frequência de 3 tph em ambos os sentidos.

### Conexões
As linhas de ônibus de Londres 7, 70, 72, 95, 228, 260, 272 e 283, e a linha de ônibus noturno N7 servem a estação.